# Seznam děkanů Fakulty podnikatelské Vysokého učení technického v Brně
Toto je seznam děkanů Fakulty podnikatelské Vysokého učení technického v Brně.
1. Miloslav Keřkovský (1993–1996)
2. Karel Rais (1996–2002)
3. Miloš Koch (2002–2008)
4. Anna Putnová (2008–2012)
5. Stanislav Škapa (2012–2020)
6. Vojtěch Bartoš (2020–2024)[2]
7. Stanislav Škapa (od 2024)[3]